# Alkinski selsowet
Der Alkinski selsowet (russisch Алкинский сельсовет) ist eine Landratsgemeinde (selsowet) in Russland. Sie liegt im Tschischminski rajon der Republik Baschkortostan. Verwaltungssitz ist das Dorf Usytamak.

## Dörfer
In der Landratsgemeinde liegen folgende Dörfer:
- Usytamak (russisch Узытамак)
- Bachtschi (russisch Бахчи)
- Bogomolowka (russisch Богомоловка)
- Botschkarjowka (russisch Бочкарёвка)
- Sawodjanka (russisch Заводянка)
- Ilkaschewo (russisch Илькашево)
- Nowomichailowka (russisch Новомихайловка)
- Salichowo (russisch Салихово)
- Sanatorija Alkino (russisch санатория "Алкино")
- Sanscharowka (russisch Санжаровка)
- Alkino (russisch Алкино)
- Urasbachty (russisch Уразбахты)
- Schaparowka (russisch Шапаровка)

## Demographie
| Jahr | Einwohner |
| ---- | --------- |
| 2002 | 2682      |
| 2009 | 2937      |
| 2010 | 2676      |
| 2012 | 2646      |
| 2013 | 2681      |
| 2014 | 2758      |
| 2015 | 2872      |
| 2016 | 2929      |
| 2017 | 2934      |